# Gloppen
Gloppen é uma comuna da Noruega, com 1 022 km² de área e 5 741 habitantes (censo de 2004).         